# Wat Phra Thaen Dong Rang
Der Wat Phra Thaen Dong Rang Worawihan (thailändisch วัดพระแท่นดงรัง) ist eine buddhistische Tempelanlage (Wat) in Amphoe Tha Maka, Provinz Kanchanaburi.

## Lage
Der Wat Phra Thaen Dong Rang liegt etwa 10 km nordöstlich von Tha Ruea oder 40 km östlich der Stadt Kanchanaburi an der Straße 3081.
Entgegen anderen als heilig angesehenen Plätzen hat sich hier nie eine größere Ortschaft gebildet, an der Leute lebten und Handel trieben.

## Baugeschichte
Der Wat Phra Thaen Dong Rang ist erstmals unter König Borommakot (reg. 1733 bis 1758) erwähnt. Unter König Bhumibol Adulyadej (Rama IX.) erhielt der Tempel königlichen Status (พระอารามหลวง, Phra-aram Luang, auf Deutsch etwa „Königlicher Tempel“).

## Sehenswürdigkeiten
Folgende Sehenswürdigkeiten befinden sich im Bereich des Wat Phra Thaen Dong Rang.
- Ein etwa sieben Meter langer und rund zwei Meter breiter Felsklotz, der wie ein Bett wirkt und als Ruhestätte Buddhas angesehen wird. Daneben gibt es einen Fußabdruck des Buddha. Hier soll Buddha auch gestorben und ins Nirwana eingegangen sein, was dem Ort natürlich ein besonderes Gepräge gibt. So sind viele Könige und andere Würdenträger hierher gepilgert, und der große thailändische Nationaldichter Sunthorn Phu (1786 bis 1855) hat hier ebenfalls gedichtet.
- Im Ubosot gibt es Wandmalereien sowie ein sehr schönes Buddha-Bildnis.

Heute ist nur ein Nirat des zeitgenössischen Schriftstellers Nai Mi (Phromsomphatson, ca. 1796 bis 1856) erhalten, der die seinerzeitige Anlage poetisch darstellt. Er nennt den Ort Ban Pong, der sich nahe dem Tempel befindet; heute gehört er als Amphoe Ban Pong zur Provinz Ratchaburi.